# Henry Hogan
Henry Algernon Vickers Hogan CB DFC (* 25. Oktober 1909; † 28. Juni 1993) war ein britischer Luftwaffenoffizier der Royal Air Force, der zuletzt im Range eines Generalmajors (Air Vice Marshal) 1962 Leiter der britischen Militärmission in Ghana war.

## Leben

### Pilotenausbildung und Zeit vor dem Zweiten Weltkrieg

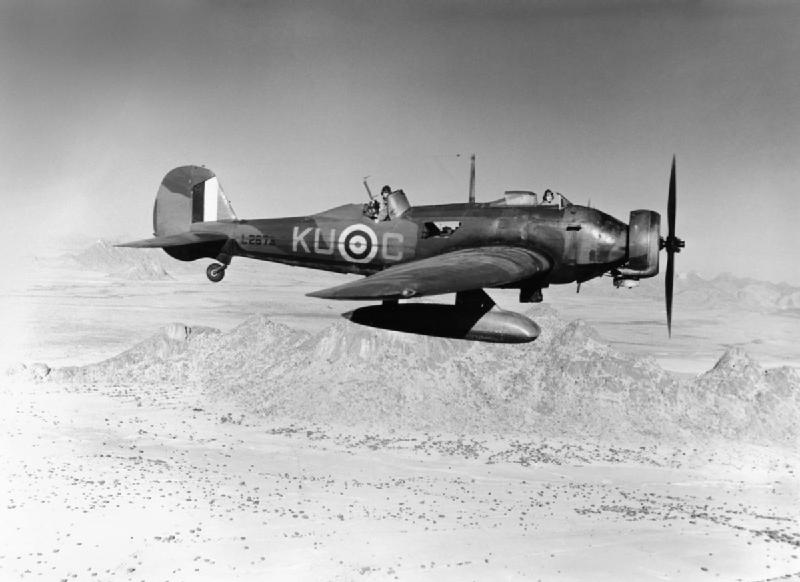
Henry Hogan gehörte am 5. November 1938 zu einer Pilotengruppe, die einen Langstreckenflug von Ismailia in Ägypten nach Darwin in Australien unternahmen, wobei er rund 800 Kilometer vor dem Ziel wegen Treibstoffproblemen notlanden musste

Hogan begann seine fliegerische Ausbildung 1929 als Flight Cadet der B-Squadron am Royal Air Force College Cranwell, der Offiziersschule der RAF. Während seiner dortigen Ausbildung gehörte er zur College-Mannschaft in den Sportarten Leichtathletik, Fußball, Hockey, Squash sowie Cricket und erhielt aufgrund seiner Leistungen beim Abschluss der Ausbildung den Ehrensäbel (Sword of Honor). Nach Abschluss der Ausbildung wurde er am 20. Dezember 1930 als Berufssoldat (Permanent Commission) in die RAF übernommen und zum Leutnant (Pilot Officer) befördert. Daraufhin wurde er Pilot bei der No. 210 Squadron RAF und absolvierte in dieser Zeit ab März 1932 einen Lehrgang auf dem Militärflughafen RAF Leuchars. Im Anschluss wurde er am 1. Mai 1932 selbst Ausbilder auf diesem Luftwaffenstützpunkt und erhielt dort am 20. Juni 1932 seine Beförderung zum Oberleutnant (Flying Officer). Im November 1932 wurde er Pilot beim No. 404 (Fleet Fighter) Flight sowie ab dem 2. Mai 1933 der aus der Zusammenlegung der beiden Schwärme No. 402 (Fleet Fighter) Flight und No. 404 (Fleet Fighter) Flight hervorgegangenen 800 Naval Air Squadron des Fleet Air Arm (FAA), des Marinefliegerverbandes der Royal Navy.
Nachdem Hogan vom 23. Juli bis zum 20. Oktober 1934 einen Flugausbilderlehrgang der Klasse B an der Zentralen Flugschule (Central Flying School) absolviert hatte, wurde er Fluglehrer QFI (Qualified Flying Instructor) an der No. 1 Flying Training School RAAF. Nach seiner dortigen Beförderung zum Hauptmann (Flight Lieutenant) am 1. April 1936 wechselte er im August 1936 als Flugausbilder an die Central Flying School. Am 3. Januar 1938 wurde er als Pilot zur Long-Range Development Unit versetzt, einer Entwicklungseinheit für Langstreckenflugzeuge, in der er sich mit Testflügen auf dem Bomber Vickers Wellesley befasste. Am 5. November 1938 gehörte er zu einem Schwarm von Wellesley Vickers-Bombern unter dem Kommando von Squadron Leader Richard Kellett, die einen zweitägigen Non-Stopp-Flug von Ismailia in Ägypten nach Darwin in Australien unternahmen. Unglücklicherweise musste er mit seinem Flugzeug rund 800 Kilometer vor dem Ziel bei Kupang auf Westtimor wegen Treibstoffproblemen notlanden. Die anderen drei Piloten erreichten mit ihren Flugzeugen Darwin und stellten mit zurückgelegten 11.526 Kilometern einen Entfernungsrekord auf, wofür sie das Air Force Cross (AFC) verliehen bekamen. Allerdings erfolgte gleichwohl am 1. Dezember 1938 seine Beförderung zum Major (Squadron Leader). Im Anschluss war er seit dem 20. Februar 1939 erst überplanmäßiger Pilot bei der zum Bomberkommando (RAF Bomber Command) gehörenden No. 6 Group RAF und sodann nach dem 3. April 1939 überplanmäßiger Pilot bei der Heimatluftfkommando (RAF Home Command) gehörenden No. 50 Group RAF.

### Zweiter Weltkrieg

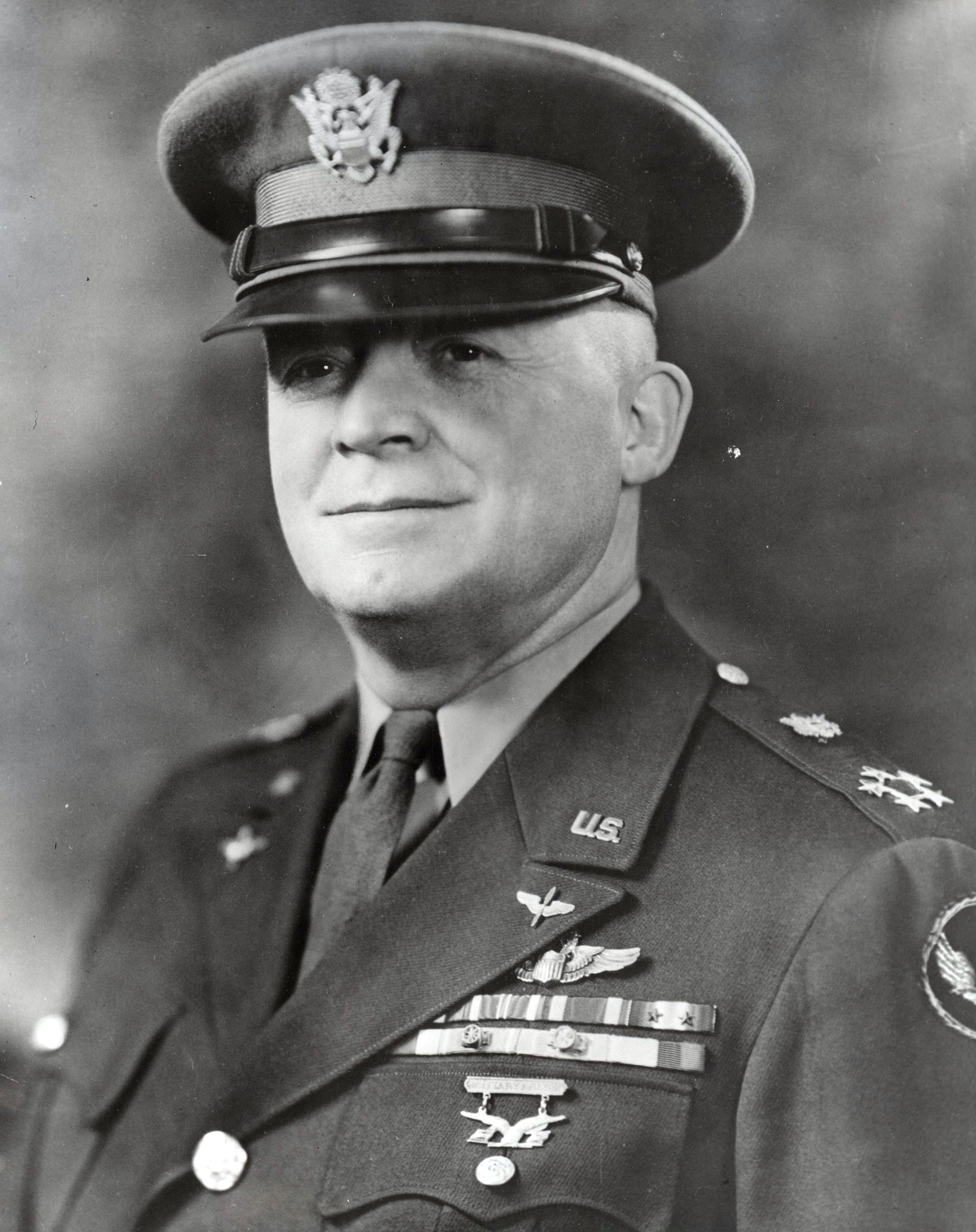
Während des Zweiten Weltkrieges arbeitete Hogan maßgeblich an der Umsetzung des sogenannten Arnold Scheme mit, einem nach dem Oberbefehlshaber der USAAF, General Henry „Hap“ Arnold, benanntes Programm zur Ausbildung britischer Piloten in den USA

Nach anschließenden Verwendungen zu Beginn des Zweiten Weltkrieges als Personaloffizier im Luftwaffenministerium (Air Ministry) sowie als Flugausbilder bei der No. 15 Service Flying Training School RAF auf dem Luftwaffenstützpunkt RAF Lossiemouth, absolvierte Hogan von Mai bis Juni 1940 einen Lehrgang bei der No. 6 Operational Training Unit RAF auf dem Militärflughafen RAF Sutton Bridge.
Danach übernahm Hogan während der Luftschlacht um England im Juni 1940 seinen ersten Befehlsposten, und zwar als Kommandeur (Commanding Officer) der auf dem Militärflugplatz RAF Croydon stationierten No. 501 (County of Gloucester) Squadron RAF. In dieser Zeit musste er am 27. August 1940 mit einem getroffenen Treibstofftank notlanden sowie am 15. und 18. September 1940 zwei Mal mit dem Fallschirm nach weiteren Treffern abspringen. Während der Luftschlacht um England gelang ihm der Abschuss von zwei feindlichen Flugzeugen der deutschen Luftwaffe. Daneben war er an zwei weiteren Abschüssen beteiligt sowie an zwei wahrscheinlichen Abschüssen und der Beschädigung eines weiteren Flugzeuges. Für seine militärischen Verdienste wurde ihm am 25. Oktober 1940 das Distinguished Flying Cross (DFC) verliehen.
Im November 1940 wurde Hogan zunächst kurzzeitig Kommandeur der No. 58 Operational Training Unit RAF auf dem Stützpunkt RAF Grangemouth, wechselte aber bereits am 25. November 1940 in die Funktion als Kommandeur der auf dem Militärflughafen RAF Church Fenton stationierten No. 54 Operational Training Unit RAF. Im Anschluss war er 1941 zunächst wieder Kommandeur der No. 58 Operational Training Unit RAF, ehe er im Juni 1941 Verbindungsoffizier für die USA wurde und im August 1941 als Leiter der britischen Flugausbildung zur RAF-Vertretung nach Washington, D.C. ging. Während dieser Zeit arbeitete er maßgeblich an der Umsetzung des sogenannten Arnold Scheme mit, einem nach dem Oberbefehlshaber der US Army Air Forces (USAAF), General Henry „Hap“ Arnold, benanntes Programm zur Ausbildung britischer Piloten in den USA.
Nach seiner Rückkehr nach Großbritannien wurde Hogan 1944 stellvertretender Kommandant sowie Chef-Flugausbilder der Empire Central Flying School auf dem Militärflugplatz RAF Hullavington und versah diese Funktion bis zum Ende des Zweiten Weltkrieges.

### Stabsoffizier in der Nachkriegszeit
Nach Kriegsende wurde Hogan 1945 zunächst Kommandeur der No. 19 Service Flying Training School RAF auf dem Militärflugplatz RAF Cranwell. Für seine Verdienste wurde ihm am 15. März 1946 das Offizierskreuz des Legion of Merit verliehen. Er besuchte anschließend ab dem 6. April 1946 einen Lehrgang für Stabsoffiziere am RAF Staff College (Overseas) in Haifa, wo er am 1. Oktober 1946 zum Oberstleutnant (Wing Commander) befördert wurde. Nach seiner Rückkehr und seiner Beförderung zum Oberst (Group Captain) am 1. Juli 1947 wurde er zum Luftwaffenstab in das Luftfahrtministerium versetzt.
Anschließend wurde er am 30. November 1948 Leitender Stabsoffizier für Personalangelegenheiten SPSO (Senior Personnel Staff Officer) im Hauptquartier der Luftstreitkräfte im Mittleren Osten MEAF (Middle East Air Force). Nach seiner Rückkehr wurde er 1951 Kommandeur des Luftwaffenstützpunktes RAF Wattisham sowie 1952 Kommandeur (Air Officer Commanding) des Nordsektors des Jagdflugzeug-Kommandos (RAF Fighter Command). In dieser Funktion erfolgte am 1. Juli 1953 seine Beförderung zum Air Commodore. Am 2. April 1954 wurde er Kommandeur der zum RAF Fighter Command gehörenden No. 81 Group RAF auf dem Luftwaffenstützpunkt RAF Rudloe Manor und damit Nachfolger des am 17. Februar 1954 plötzlich verstorbenen Air Commodore Colin McMullen. In dieser Verwendung blieb er bis zu seiner Ablösung durch Air Commodore Roger Mead am 15. August 1955. Am 9. Juni 1955 wurde er Companion des Order of the Bath (CB).

### Aufstieg zum Air Vice Marshal
Hogan selbst wurde am 22. August 1955 als Nachfolger von Air Commodore Ronald Lees Kommandeur der No. 83 Group RAF, die zur 2. Taktischen Luftflotte 2TAF (RAF Second Tactical Air Force), und erhielt dort am 1. Juli 1956 seine Beförderung zum Generalmajor (Air Vice Marshal).
Nach der Auflösung der No. 83 Group RAF am 16. Juni 1958 wurde Hogan am 30. September 1958 Leitender Stabsoffizier SASO (Senior Air Staff Officer) im Hauptquartier des Flugausbildungskommandos (RAF Flying Training Command). Danach wurde er 1960 zunächst Leiter der Luftwaffenmission sowie 1962 Leiter der Militärmission (Joint Services Mission) in Ghana. Am 29. April 1962 schied er aus dem aktiven Militärdienst aus.
Anschließend war er von 1964 bis 1968 Leiter der Regionaldirektion für Zivilverteidigung von Midlands.